# Escrita siddham
Siddhaṃ (também Siddhāṃ), também conhecido em sua forma evoluída mais tarde como Siddhamātṛkā, é uma abugida brâmicamedieval, derivada da escrita gupta e ancestral das escritas nāgarī, assamesa, bengali, tirhuta, odia e nepalesa.
A palavra Siddhaṃ significa "realizado" ou "aperfeiçoado" em sânscrito. A escrita recebeu o nome da prática de escrever Siddhaṃ, ou Siddhaṃ astu (que haja perfeição), no cabeçalho dos documentos. Outros nomes para a escrita incluem bonji (em japonês:  梵字) lit. "caracteres brâmanes" e "escrita sânscrita" e chinês tradicional: 悉曇文字, pinyin: Xītán wénzi lit. "escrita siddhaṃ".